# Рокитівська сільська рада (Рубцовський район)
Роки́тівська сільська рада (рос. Ракитовский сельский совет) — сільське поселення у складі Рубцовського району Алтайського краю Росії.
Адміністративний центр та єдиний населений пункт — село Рокити.

## Населення
Населення — 968 осіб (2019; 1087 в 2010, 1147 у 2002).